# 生越由美
生越 由美（おごせ ゆみ、1959年12月4日 - ）は日本の学者、東京理科大学教授。

## 経歴・人物
大阪市福島区出身。1982年に東京理科大学薬学部を卒業、経済産業省の特許庁に入庁。2003年から政策研究大学院大学の助教授を経て、2005年から現職。2007年には知的戦略本部コンテンツ・日本ブランド専門調査会委員、内閣府総合科学技術会議産学官連携功労者表彰選考委員、農林水産技術会議専門委員、総務省携帯端末向けマルチメディア放送サービス等の在り方に関する懇談会構成員などを務めている。
2008年2月26日には『クローズアップ現代』に出演、2008年4月5日から放送大学で講義をおこなった。

## 著書
- 『地理的表示保護制度の活用戦略 地名と歴史を販売戦略に活かす』 (KINZAIバリュー叢書)金融財政事情研究会,2023.3

### 共著
- 『デジタル時代の知的資産マネジメント』山崎茂雄,辻幸恵,立岡浩,林紘一郎,鈴木雄一共著（白桃書房）2008
- 『社会と知的財産』妹尾堅一郎共著、放送大学教育振興会、2008.3

## 番組出演
- 『chouchou』 テレビ朝日 （テーマ：ブランド食材・2018年4月15日放送）